# Sidney Colvin
Sir Sidney Colvin (18 juin 1845 – 11 mai 1927) est un conservateur de musée, critique littéraire et critique d'art anglais, appartenant à la famille anglo-indienne Colvin. Il est principalement connu pour son amitié avec Robert Louis Stevenson.

## Famille et premières années
Il est né le 18 juin 1845 dans le West Norwood (qui fait actuellement partie de Londres), à St John's Lodge sur Knight's Hill, dans un domaine de vingt-et-un hectares, de Bazett David Colvin, négociant de la Compagnie britannique des Indes orientales, et de Marie Steuart, fille de William Butterworth Bayley, Président de cette même compagnie. Les deux côtés de sa famille sont liées aux Indes Britanniques. Son oncle est John Russell Colvin, lieutenant-gouverneur du Nord-Ouest des Provinces au cours de la mutinerie de 1857, qui est le père de l'avocat Walter Mytton Colvin (en) et d'Auckland Colvin (en), également lieutenant-gouverneur du Nord-Ouest des Provinces (et Oudh).
L'enfance de Colvin se déroule à The Grove, à Little Bealings, Suffolk, dont Bazett David hérite lors de la succession, en 1847, de son père James. La maison et le domaine avaient des liens avec le monde littéraire et artistique : James les avait achetés en 1824 à Perry Nursey, peintre de paysages et professeur de Thomas Churchyard (en) ; Nursey avait souvent invité David Wilkie à Little Bealings, et tous deux étaient ami avec Edward Fitzgerald, traducteur des Rubaiyat d'Omar Khayyam.

## Éducation et carrière
Colvin étudie au Trinity College, Cambridge, dont il est diplômé en 1868. En 1873, il est nommé à la Chaire Slade pour l'enseignement des beaux-arts, et l'année suivante, à la direction du Fitzwilliam Museum.
Il écrit de nombreux articles sur les beaux-arts  pour la neuvième édition (1875-89) de l'Encyclopædia Britannica, en particulier les articles « Sandro Botticelli »,«  Albrecht Dürer », « Beaux-Arts », « Léonard de Vinci » et « Michel-Ange ».
En 1878, 114 gravures de maîtres, que Colvin avait achetées pour le musée de Londres au marchand d'art A. W. Thibaudeau sont volées par un cocher de cab. Bien que le cocher ait été poursuivi et inculpé, les gravures n'ont jamais été retrouvées et Colvin a dû rembourser 1 537 £ à Thibaudeau, sur son propre salaire, en plusieurs versements échelonnés pendant de nombreuses années ; il a d'abord dû emprunter 400 £ à Robert Louis Stevenson, dette qu'il n'avait pas encore fini de rembourser à son ami en 1884.
En 1884, il déménage à Londres à la suite de sa nomination au titre de conservateur des estampes et des dessins du British Museum. Ses principales publications sont des biographies de Walter Savage Landor (1881) et de Keats (1887), dans la collection English men of letters ; les éditions des lettres de Keats (1887) ; A Florentine Picture Chronicle (1898), et les Early Engraving And Engravers In England (1905).
Dans le domaine de l'art et de la littérature, le bon goût de Colvin, ses connaissances étendues et ses idéaux élevés font autorité et lui donnent une influence qui va bien au-delà de son œuvre publiée.

## Frances Jane Sitwell et Robert Louis Stevenson
Au début des années 1870 Colvin rencontre la femme qu'il épousera plusieurs décennies plus tard. Frances Jane (1839-1924), née Fetherstonhaugh, avait épousé le révérend Albert Mal Sitwell (1834-1894), vicaire de l'Église d'Angleterre à Calcutta, Stepney, et Thanet. Les Sitwell avaient deux fils : l'un est mort en bas âge, et l'autre, Frances Albert Sitwell, né en 1862, meurt en 1881. Leur mariage fut malheureux, ils vivaient à part, et elle gagnait sa vie comme essayiste.
À la fin de l'été 1873, Colvin se lie d'amitié avec Robert Louis Stevenson, alors jeune homme qui n'a pas encore été publié. Peu de temps après leur première rencontre, il fait éditer un essai de Stevenson, Roads, dans The Portfolio – sa première contribution rémunérée. Les deux hommes sont attirés par Sitwell ; Stevenson correspond avec elle depuis des années,.
En dépit ou à cause de cette attraction, les hommes restent bons amis. Stevenson dédie Voyage avec un âne dans les Cévennes à Colvin, qui devient son conseiller littéraire.
Colvin est un important éditeur de Stevenson : c'est lui qui a préparé l'édition d'Édimbourg de ses œuvres (1894-97) ; celle des Vailima Letters (1899), dont il était le principal destinataire, ainsi que celle du recueil posthume des Lettres (2 volumes, Londres, 1900). Ces publications font de Colvin une autorité concernant la vie et l'œuvre de Stevenson. Il a également écrit l'article sur Stevenson dans le Dictionary of National Biography (vol. liv.), et envisageait de publier une biographie qui aurait paru simultanément avec les Lettres, mais est obligé d'abandonner ce travail à Graham Balfour.
Sitwell et Colvin se marient le 7 juillet 1903, à la suite de la mort du mari de Sitwell et de la mère de Colvin. Elle meurt le 1er août 1924. Le couple fait l'objet d'une biographie par E. V. Lucas, parue en 1928. Selon le critique littéraire R. L. Calder, les Colvin ont servi de modèle à M. et Mme Barton Trafford dans le roman de Somerset Maugham La Ronde de l'amour (Cakes and Ale, 1930)
Sidney Colvin est promu « Sir » en 1911.